# Liên bang Miến Điện (1962–1974)
Liên bang Miến Điện (tiếng Miến Điện: ပြည်ထောင်စု မြန်မာနိုင်ငံတော်‌) giai đoạn 1962-1974 là chính phủ Xã hội chủ nghĩa đầu tiên ở Miến Điện, khi cuộc đảo chính năm 1962 được dẫn dắt bởi Ne Win và quân đội để loại bỏ U Nu khỏi quyền lực. Cụ thể hơn, Con đường đến chủ nghĩa xã hội của Miến Điện là một chuyên luận kinh tế được viết vào tháng 4 năm 1962 bởi Hội đồng Cách mạng, ngay sau cuộc đảo chính, như một kế hoạch chi tiết cho sự phát triển kinh tế, giảm ảnh hưởng nước ngoài ở Miến Điện và tăng vai trò của quân đội. Cuộc đảo chính quân sự do Ne Win và Hội đồng Cách mạng lãnh đạo năm 1962 được thực hiện dưới cái cớ khủng hoảng kinh tế, tôn giáo và chính trị ở nước này, đặc biệt là vấn đề liên bang và quyền của các quốc gia Miến Điện phải ly khai khỏi Liên bang.
Con đường của chủ nghĩa xã hội Miến Điện phần lớn được các học giả mô tả là bài ngoại, mê tín dị đoan và là một "thất bại" và biến một trong những quốc gia thịnh vượng nhất ở châu Á trở thành một trong những nước nghèo nhất thế giới Tuy nhiên, GDP bình quân đầu người thực tế (không đổi 2000 đô la Mỹ) ở Miến Điện đã tăng từ $ 159,18 vào năm 1962 lên $ 219,20 vào năm 1987, hoặc khoảng 1,3% mỗi năm - một trong những mức tăng trưởng yếu nhất ở Đông Nam Á trong giai đoạn này, nhưng vẫn tích cực. Chương trình cũng có thể phục vụ để tăng sự ổn định trong nước và giữ cho Miến Điện không bị vướng vào các cuộc đấu tranh trong Chiến tranh Lạnh ảnh hưởng đến các quốc gia Đông Nam Á khác.
Con đường của chủ nghĩa xã hội Miến Điện làm tăng đáng kể tình trạng nghèo đói và cô lập và được mô tả là "thảm họa".. Nỗ lực sau này của Ne Win để làm cho tiền tệ có mệnh giá chia hết cho 9, một con số mà ông cho là tốt lành, xóa sạch tiền tiết kiệm của hàng triệu người Miến Điện. Điều này dẫn đến cuộc nổi dậy dân chủ 8888, bị quân đội ngăn chặn dữ dội, thành lập Hội đồng khôi phục luật pháp và trật tự nhà nước năm 1988.